# Élections législatives marocaines de 1984
Les élections législatives de 1984 au Maroc ont eu lieu les 14 septembre et 2 octobre 1984. Il s'agit du quatrième scrutin législatif depuis l'indépendance du Maroc en 1956.

## Résultats
|  | Rang    | Parti/Syndicat                                         | Sièges                         | %                              | Évolution (Législatives 1977)  |
|  | ------- | ------------------------------------------------------ | ------------------------------ | ------------------------------ | ------------------------------ |
|  | 1er     | Union constitutionnelle (UC)                           | 83                             | 27,12                          | nouveau parti                  |
|  | 2e      | Rassemblement national des indépendants (RNI)          | 61                             | 19,93                          | nouveau parti                  |
|  | 3e      | Mouvement populaire (MP)                               | 47                             | 15,36                          | +3                             |
|  | 4e      | Parti de l'Istiqlal (PI)                               | 41                             | 13,40                          | -10                            |
|  | 5e      | Union socialiste des forces populaires (USFP)          | 36                             | 11,76                          | +21                            |
|  | 6e      | Parti démocrate national (PND)                         | 24                             | 7,84                           | nouveau parti                  |
|  | 7e      | Union marocaine du travail (UMT)                       | 5                              | 1,63                           | syndicat marocain              |
|  | 8e      | Confédération démocratique du travail (CDT)            | 3                              | 0,98                           | syndicat marocain              |
|  | 9e      | Union générale des travailleurs du Maroc (UGTM)        | 2                              | 0,65                           | syndicat marocain              |
|  | 10e     | Parti du progrès et du socialisme (PPS)                | 2                              | 0,65                           | +1                             |
|  | 11e     | Organisation de l'action démocratique populaire (OADP) | 1                              | 0,33                           | nouveau parti                  |
|  | 12e     | Indépendants                                           | 1                              | 0,32                           | stagnation                     |
|  | --      | Total                                                  | 306                            | 100                            |                                |
|  | Sources | [PDF] Union interparlementaire                         | [PDF] Union interparlementaire | [PDF] Union interparlementaire | [PDF] Union interparlementaire |